# Robustagramma robusta
Robustagramma robusta är en tvåvingeart som först beskrevs av Arnold Spuler 1925.  Robustagramma robusta ingår i släktet Robustagramma och familjen hoppflugor. Inga underarter finns listade i Catalogue of Life.